# Détachement ossète
Détachement ossète était un détachement militaire, principalement composé d'Ossètes et de Kabardins de souche qui a combattu avec les Arméniens pendant la guerre du Karabakh. Le major Mirza Abaïev, de nationalité ossète , dirigeait le groupe.

## Arrière-plan
L'arrivée du détachement ossète dans la guerre du Karabagh a eu lieu en 1992. Un groupe de 36 personnes, composé de 30 Ossètes, 3 russo-arméniens, 1 Kabardin, 1 Russe et 1 Tatar, est arrivé au Karabakh depuis la Russie en 1992. La plupart des membres du gang ont participé activement à la Première guerre d'Ossétie du Sud avant la guerre du Karabakh. Le groupe a participé activement à l'occupation des régions d'Aghdam, Jabrail, Aghdara et Fuzuli. On sait que Boris Aliyev, membre du détachement, était commandant sur le terrain lors de l'occupation de la région d'Aghdara et a été tué par l'armée azerbaïdjanaise.
Georgi Valiyev (grenadier) , Oleg Gusov (forces spéciales de Tskhinvali) , Gulbeg Inalov (forces spéciales de Tskhinvali) , Nurmagomed Budaev, Aleksandr Zangiev, Boris Aliyev et Zaurmag Barayev sont des combattants bien connus du détachement. Après la guerre du Karabakh, Zaurmag Barayev part combattre en Bosnie. Mirza Abaiev, qui était le commandant du détachement, a commencé à combattre dans le régiment de Martouni sous le commandement de Monte Melkonian.
Mirza Abayev, qui a participé à de nombreuses batailles importantes avec son unité, s'est illustré lors de l'occupation de Fuzuli en 1993. En 1994 , il est tué dans les combats pour Jabrail. En 1995, après sa mort, le major Abayev a reçu le prix « Héros de l'Artsakh », la récompense de la République du Haut-Karabakh.